# 쇼오켄
쇼오켄(松翁軒)은 일본 나가사키현 나가사키시에 있는 카스텔라 제조업체이다. 본점은 나가사키시 우오노마치에 있다. 1681년 창업하였다.
카스텔라는 16세기에 나가사키가 개항하고 얼마되지 않은 무렵, 쇼오켄은 카스텔라에 물엿을 사용하는 등 독자적인 제법을 취하고 카스테라를 일본 고유의 전통 과자이자, 나가사키 카스텔라의 보급에 진력했다.